# 간자키정 (사가현)
간자키정(일본어: 神埼町)은 일본 사가현 간자키군의 거의 중앙에 위치한 남북 13.16km, 동서 6.2km의 직사각형 모양의 정이다.
2006년 3월 20일에 간자키군 세후리촌 및 지요다정과 합병해 간자키시가 탄생했다.

## 지리
마을의 대부분은 쓰쿠시 평야이며, 북쪽 끝은 쓰쿠시 산지에 걸쳐 있다. 중앙을 북쪽에서 남쪽으로 조바라강이 관류하고 있으며, 마을의 중심은 그 동쪽 기슭에 있다.

## 역사
- 1889년 4월 1일 - 정촌제 시행에 의해 간자키촌이 성립하였다.
- 1893년 7월 1일 - 정으로 승격해 간자키정이 되었다.
- 1955년 3월 31일 - 2촌이 합병해 새로운 간자키정이 성립하였다.
- 2006년 3월 20일 - 간자키군 세후리촌, 지요다정과 합병해 간자키정이 성립하였다. 동일 간자키정은 폐지되었다.

## 교통

### 철도
- 규슈 여객철도 사세보 선
- 사가역까지 2정거장, 9분.
- 하카타역까지 약 1시간.

### 도로
- 국도 35호선
- 국도 202호선
- 국도 498호선